# Roanoke Rapids
Roanoke Rapids és una població dels Estats Units a l'estat de Carolina del Nord. Segons el cens del 2000 tenia 16.957 habitants.

## Demografia
Segons el cens del 2000, Roanoke Rapids tenia 16.957 habitants, 6.909 habitatges i 4.594 famílies. La densitat de població era de 835,1 habitants per km².
Dels 6.909 habitatges en un 32,6% hi vivien nens de menys de 18 anys, en un 46% hi vivien parelles casades, en un 16,9% dones solteres, i en un 33,5% no eren unitats familiars. En el 29,8% dels habitatges hi vivien persones soles el 13,4% de les quals corresponia a persones de 65 anys o més que vivien soles. El nombre mitjà de persones vivint en cada habitatge era de 2,42 i el nombre mitjà de persones que vivien en cada família era de 3.
Per edats la població es repartia de la següent manera: un 26,7% tenia menys de 18 anys, un 7,6% entre 18 i 24, un 28,1% entre 25 i 44, un 21,9% de 45 a 60 i un 15,7% 65 anys o més.
L'edat mediana era de 37 anys. Per cada 100 dones de 18 o més anys hi havia 77,5 homes.
La renda mediana per habitatge era de 28.745 $ i la renda mediana per família de 40.337 $. Els homes tenien una renda mediana de 31.756 $ mentre que les dones 21.305 $. La renda per capita de la població era de 15.972 $. Entorn del 15,1% de les famílies i el 18,8% de la població estaven per davall del llindar de pobresa.

## Poblacions més properes
El següent diagrama mostra les poblacions més properes.